# NWA Florida X Division Championship
L'NWA Florida X Division Championship è stato un titolo difeso nella federazione National Wrestling Alliance Florida  (NWAF), un territorio della National Wrestling Alliance.

## Storia
il 2 agosto 2002 il lottatore Naphtali sconfisse Justice vincendo il titolo IPW Hardcore Cruiserweight Championship e fu premiato anche con l'NWA Florida Junior Heavyweight Championship che, nel 2003, fu rinominato NWA Florida X Division Championship. 

Nel 2005 la federazione proprietaria del titolo (National Wrestling Alliance Florida) cessò le attività ed il titolo fu abbandonato.

## Albo d'oro
| Lottatore       | Regni | Data             | Luogo                      | Note |
| --------------- | ----- | ---------------- | -------------------------- | --- |
| Naphtali        | 1     | 2 agosto 2002    | Saint Petersburg Florida   | Sconfisse Justice per il titolo IPW Hardcore Cruiserweight Championship e fu premiato con il titolo NWA Florida Junior Heavyweight Championship che fu rinominato NWA Florida X Division Championship il primo gennaio 2003. |
| Justice         | 1     | 18 aprile 2003   | Pinellas Park              | |
| David Babylon   | 1     | 28 giugno 2003   | Davie                      | Sconfisse Justice e Naphtali in un three way match. |
| Roderick Strong | 1     | 19 luglio 2003   | Saint Petersburg           | |
| Jerrelle Clark  | 1     | 13 dicembre 2003 | Saint Petersburg           | Sconfisse John Brooks, Justice, e Naphtali in un fatal four-way match. |
|                 |       | Vacante          |                            | Titolo reso vacante dopo che Clark vinse l'NWA World Junior Heavyweight Championship. |
| Roderick Strong | 2     | 21 febbraio 2004 | Philadelphia, Pennsylvania | Sconfisse Mikey Batts all'ECW Hardcore Reunion 2004. |
| Sedrick Strong  | 1     | 29 aprile 2004   | New Port Richey            | |
| Naphtali        | 2     | 9 ottobre 2005   | Clearwater                 | |
| Mikey Batts     | 1     | 26 febbraio 2005 | Brandon                    | Sconfisse Naphtali, Johnny Vandal, Burt, Sedrick Strong, e Jerrelle Clark in un Sudden Death rules six man match. |